# Amaxia fallax
Amaxia fallax är en fjärilsart som beskrevs av De Toulgoët 1998. Amaxia fallax ingår i släktet Amaxia och familjen björnspinnare. Inga underarter finns listade i Catalogue of Life.